# Тумайкин, Герман Михайлович
Герман Михайлович Тумайкин (р.1936) — советский и российский учёный, специалист в области физики ускорителей, доктор физико-математических наук, автор свыше 80 научных публикаций, лауреат Государственной премии 1989 года.

## Научная деятельность
Участник работ по созданию и запуску в Институте ядерной физики СОАН СССР одного из первых в мире коллайдеров, установки со встречными электронными пучками ВЭП-1. По материалам этой работы в 1967 году защитил кандидатскую диссертацию "Экспериментальные исследования поведения электронного пучка в накопителе". В дальнейшем, возглавил лабораторию, ведущую модернизацию и эксперименты на электрон-позитронном коллайдере ВЭПП-2, и разработку нового коллайдера с жёсткой фокусировкой на высокую светимость ВЭПП-2М. В 1978 году защитил докторскую диссертацию "Электрон-позитронный накопитель ВЭПП-2М с высокой светимостью для экспериментов по физике высоких энергий". Эксперименты, проведённые на ВЭПП-2М, были отмечены государственной премией в 1989 году.
Впоследствии Г.М. Тумайкин возглавил работы на ускорительном комплексе ВЭПП-4, до того испытывавшем проблемы с надёжностью, что позволило провести ряд экспериментов с детектором МД-1.

## Публикации
- V.L. Auslender, G.I. Budker, I.B. Wasserman, N.S. Dikanskii, M.M. Karliner, M.D. Malev, S.I. Mishnev, V.A. Sidorov, A.N. Skrinskii, G.M. Tumaikin, A.G. Khabakhpashev, Yu.M. Shatunov, I.A. Shekhtman. Реконструкция установки со встречными электрон-позитронными пучками ВЭПП-2 // Proc. HEACC'1969. — 1969.
- Г.М. Тумайкин. Электрон-позитронный накопитель с высокой светимостью — ВЭПП-2М // Proc. HEACC'1977. — 1977. — С. 443-447.
- И.Б. Вассерман, Ф.М. Израйлев, С.И. Мишнев, Г.М. Тумайкин. Изучение стохастических эффектов при взаимодействии встречных пучков // Proc. HEACC'1977. — 1977. — С. 302-307.
- Ya.S. Derbenev, A.M. Kondratenko, S.I. Serednyakov, A.N. Skrinsky, G.M. Tumaikin and Yu.M. Shatunov. Radiative Polarization: Obtaining, Control, Using (англ.) // Particle Accelerators. — 1978. — № 8. — С. 115-126.
- G.M. Tumaikin, A.B. Temnykh. Beam-Beam Interaction and Luminosity Limit in Storage Rings (англ.) // Proc. HEACC'1986. — 1986. — С. 88-96.
- Beam-beam effects in circular colliders (англ.) // И.А. Кооп, Г.М. Тумайкин. Proc. 3rd Advanced ICFA Beam Dynamics Workshop : сборник. — Novosibirsk, 1989.
- Е.Б. Левичев, А.Н. Скринский, Г.М. Тумайкин, Ю.М. Шатунов. Работы со встречными электрон-позитронными пучками в ИЯФ им. Г.И. Будкера СО РАН // УФН. — 2018. — № 188. — С. 461-480. — doi:10.3367/UFNr.2018.01.038300.

## Награды
- Государственная премия СССР в области науки и техники за 1989 год (в составе группы: Л.М. Барков, Л.М. Курдадзе, С.И. Мишнев, А.П. Онучин, В.В. Петров, И.Я. Протопопов, А.Н. Скринский, В.А. Сидоров, В.П. Смахтин, Ю.А. Тихонов, Г.М. Тумайкин, Ю.М. Шатунов) — за прецизионные измерения масс элементарных частиц на встречных электрон-позитронных пучках[6]